# أندريا آنا
أندريا بياتريس آنا (ولدت في 14 نوفمبر 2000) هي لاعبة مصارعة حرة رومانية حصلت على ست ميداليات بما في ذلك ثلاث ميداليات ذهبية، في بطولة أوروبا للمصارعة. هي أول مصارعة تمثل رومانيا تفوز بالميدالية الذهبية في بطولة أوروبا للمصارعة. في عام 2021، أصبحت آنا بطلة العالم تحت 23 عامًا في حدث 55  كجم في بطولة العالم للمصارعة تحت 23 عامًا التي أقيمت في بلغراد، صربيا. مثلت رومانيا في دورة الألعاب الأولمبية الصيفية 2020 في طوكيو، اليابان ودورة الألعاب الأولمبية الصيفية 2024 في باريس، فرنسا.

## مسيرة الرياضية
فازت آنا بالميدالية البرونزية في بطولة العالم للمصارعة تحت 23 سنة 2018 التي أقيمت في بوخارست، رومانيا في منافسات وزن 53 كجم. في بطولة أوروبا للمصارعة 2019، التي أقيمت أيضًا في بوخارست، رومانيا، فازت بميدالية برونزية في حدث المصارعة الحرة للسيدات وزن 55 كجم في حدث بطولة أوروبا للمصارعة 2019. في نفس العام، في بطولة العالم للمصارعة تحت 23 سنة 2019 التي أقيمت في بودابست، المجر، فازت أيضًا بإحدى الميداليات البرونزية في مسابقة 55 كجم.
في عام 2020، تنافست آنا في حدث وزن 55 كجم للسيدات في بطولة أوروبا للمصارعة التي أقيمت في روما، إيطاليا دون الفوز بميدالية.تم إقصاؤها في مباراتها الثانية على يد صوفيا ماتسون من السويد. في مارس 2021، شاركت في البطولة الأوروبية المؤهلة للألعاب الأولمبية في بودابست، المجر على أمل التأهل إلى دورة الألعاب الأولمبية الصيفية 2020 في طوكيو، اليابان. وبعد شهر، فازت بإحدى الميداليات البرونزية في حدث 55  كجم في بطولة أوروبا للمصارعة 2021 التي أقيمت في وارسو، بولندا. في مايو 2021، تأهلت في بطولة التصفيات الأولمبية العالمية للتنافس في دورة الألعاب الأولمبية الصيفية 2020. شاركت في سيدات 53 كجم حيث خرجت من مباراتها الأولى على يد الحائزة على الميدالية البرونزية فانيسا كالادزينسكايا من بيلاروسيا. في بطولة العالم للمصارعة تحت 23 سنة 2021 التي أقيمت في بلغراد، صربيا، فازت بالميدالية الذهبية في منافسات 55 كجم.
في فبراير 2022، فازت آنا بالميدالية الذهبية في وزن 55 كجم في بطولة دان كولوف ونيكولا بيتروف التي أقيمت في فيليكو تارنوفو، بلغاريا. وبعد شهر، فازت أيضًا بالميدالية الذهبية في حدثها في بطولة أوروبا للمصارعة تحت 23 عامًا 2022 التي أقيمت في بلوفديف، بلغاريا. في مارس 2022، فازت أيضًا بالميدالية الذهبية في حدث 55  كجم في بطولة أوروبا للمصارعة التي أقيمت في بودابست، المجر. هذه هي الميدالية الذهبية الأولى لرومانيا في المصارعة الحرة للسيدات في بطولة أوروبا للمصارعة. وفي المباراة النهائية، هزمت أولكسندرا خومينيتس من أوكرانيا.
في يونيو 2022، فازت آنا بالميدالية البرونزية في منافساتها في سلسلة تصنيف ماتيو بيليكوني 2022 التي أقيمت في روما، إيطاليا. شاركت في حدث 55  كجم في بطولة العالم للمصارعة 2022 التي أقيمت في بلغراد، صربيا، حيث خرجت في مباراتها الثانية على يد الحائزة على الميدالية البرونزية كارلا جودينيز من كندا.شاركت آنا أيضًا في حدث 55  كجم في بطولة العالم للمصارعة تحت 23 سنة 2022 التي أقيمت في بونتيفيدرا، إسبانيا حيث خرجت في مباراتها الأولى.
فازت آنا بإحدى الميداليات البرونزية في منافسات وزن 53 كجم للسيدات في بطولة إبراهيم مصطفى 2023 التي أقيمت في الإسكندرية، مصر.فازت بالميدالية الفضية في منافسات وزن 55 كجم للسيدات في بطولة أوروبا للمصارعة تحت 23 سنة 2023 التي أقيمت في بوخارست، رومانيا.بعد شهر، فازت آنا بالميدالية الذهبية في حدث وزن 55 كجم للسيدات في بطولة أوروبا للمصارعة 2023 التي أقيمت في زغرب، كرواتيا.هزمت إريكا بوغنار من المجر في مباراة الميدالية الذهبية.
فازت آنا بالميدالية الذهبية في حدث وزن 55 كجم للسيدات في بطولة أوروبا للمصارعة 2024 التي أقيمت في بوخارست، رومانيا. في المباراة النهائية، هزمت ماريانا دراجوتسان من مولدوفا. تنافست في بطولة التصفيات الأولمبية الأوروبية للمصارعة 2024 في باكو، أذربيجان وحصلت على مكان في الحصة المخصصة لرومانيا في دورة الألعاب الأولمبية الصيفية 2024 في باريس، فرنسا. تنافست آنا في وزن 53 كجم للسيدات في دورة الألعاب الأولمبية. خسرت مباراتها الثانية أمام لوسيا يبيز من الإكوادور وتم إقصاؤها في مباراة الإعادة على يد تشوي هيو جيونج من كوريا الشمالية.
في عام 2025 فازت آنا بالميدالية الفضية في حدث 53 كجم في بطولة أوروبا للمصارعة التي أقيمت في براتيسلافا، سلوفاكيا.